# Bad Giesing-Harlaching

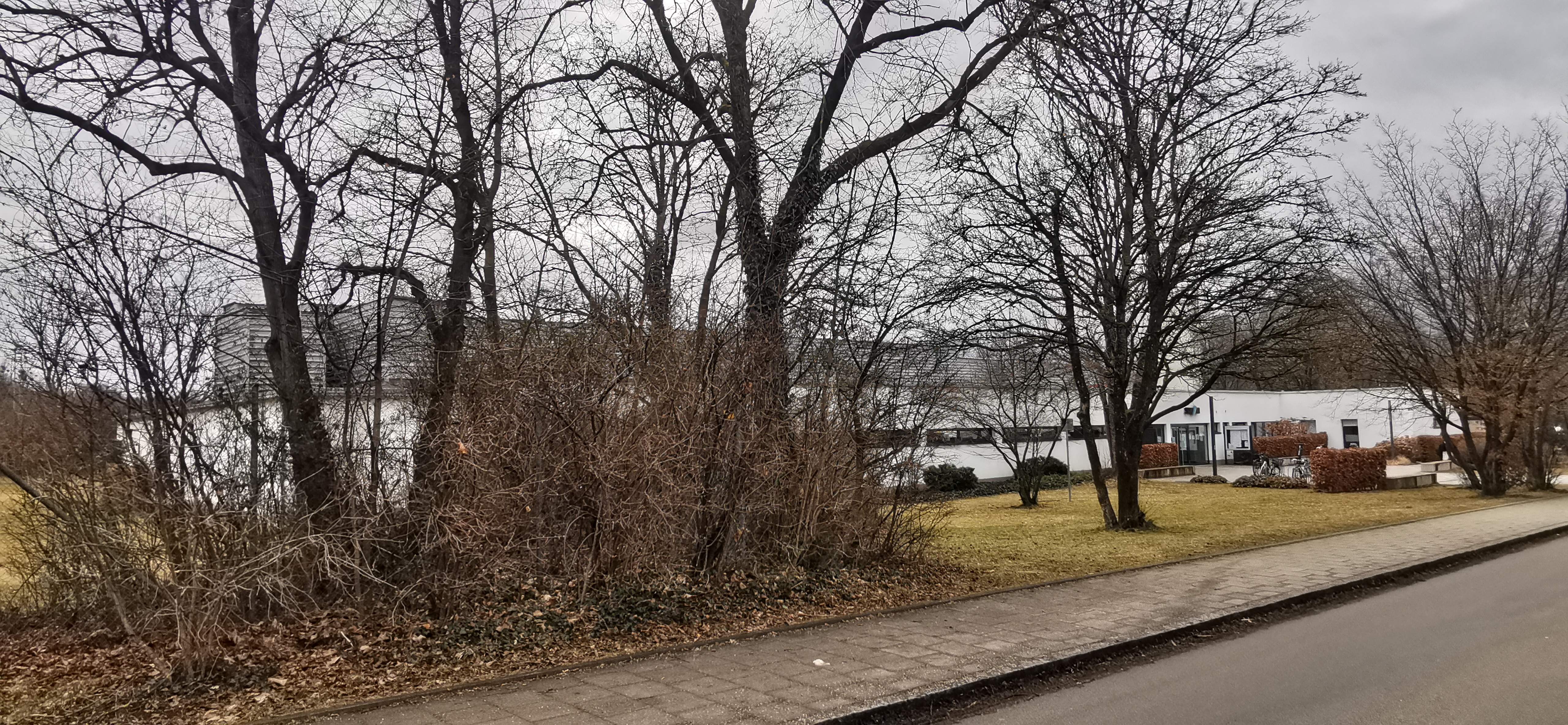
Bad Giesing-Harlaching

Das von den Stadtwerken München betriebene, 2013 sanierte Bad Giesing-Harlaching ist ein Hallenbad im Stadtbezirk Untergiesing-Harlaching in München. Das Bad wurde 1975 als „klassisches Stadtteilbad“ eröffnet. Es ist an der Klausener Straße 22 neben dem Trainingsgelände des FC Bayern München gelegen. Das Bad verfügt über ein 25-Meter-Becken. Daneben gibt es ein Kurs- und Bewegungsbecken. Das Bad öffnet täglich um 8:00 Uhr und schließt von Samstag bis Montag um 18:00 Uhr, an allen anderen Tagen um 21:00 Uhr.
Im Sommer ist zusätzlich eine Liegewiese mit Sonnenterrasse, Kinderspielplatz und Planschbecken nutzbar.